# 1931 a sportban
1931 főbb sporteseményei a következők voltak:
- Az Újpest nyeri az NB1-et. Ez a klub második bajnoki címe.
- Louis Schneider megnyeri az Indianapolisi 500-at
- Francesco Camusso nyeri a 19. Giro d’Italiat

## Születések
- ? – Marvin Hershkowitz, amerikai kosárlabdázó, edző († 2020)
- ? – Peter Neumann, Grey-kupa-győztes kanadai kanadaifutball-játékos, Canadian Football Hall of Fame-tag († 2020)
- január 4. – Guido Messina, olimpiai és világbajnok olasz kerékpáros († 2020)
- január 9. – Ángel Berni, paraguayi labdarúgó († 2017)
- január 17.
  - Jurij Vasziljevics Rudov, szovjet színekben olimpiai és világbajnok orosz tőrvívó, edző († 2013)
  - Don Zimmer, World Series bajnok amerikai basabelljátékos, edző († 2014)
- január 26. – Jim Nevin, ausztrál kerékpárversenyző, olimpikon († 2017)
- január 29. – Ernest Schultz, francia válogatott labdarúgó, edző († 2013)
- január 30. – Robert Bru, francia rögbiedző († 2020)
- február 3. – John Molyneux, angol labdarúgó, hátvéd († 2018)
- február 13. – Marcelino Campanal, spanyol válogatott labdarúgó († 2020)
- február 22. – Maret-Mai Otsa, világ- és Európa-bajnok szovjet-észt kosárlabdázó († 2020)
- március 2.
  - Juan Ostoic, chilei válogatott kosárlabdázó, olimpikon († 2020)
  - Gerry Priestley, angol labdarúgó († 2020)
- március 12. – Danny Lewicki, Stanley-kupa-győztes kanadai jégkorongozó († 2018)
- március 23.
  - Jevgenyij Romanovics Grisin, olimpiai és Európa-bajnok, világbajnoki bronzérmes szovjet gyorskorcsolyázó († 2005)
  - Viktor Lvovics Korcsnoj, szovjet-svájci nemzetközi sakknagymester († 2016)
- március 29. – Alfred Lücker, olimpiai bronzérmes német gyeplabdázó († 2008)
- április 2. – Hevesi István, olimpiai bajnok magyar vízilabdázó († 2018)
- április 14. – Dimitar Dobrev, olimpiai bajnok bolgár birkózó († 2019)
- április 16. – Giuseppe Secchi, olasz labdarúgó, csatár († 2018)
- április 19. – Georges Domercq, francia rögbi játékvezető, politikus († 2020)
- április 21. – Morgan Wootten, amerikai középiskolai kosárlabdaedző, Naismith Memorial Basketball Hall of Fame-tag († 2020)
- május 15. – Ben Johnson, amerikai baseballjátékos († 2020)
- május 16. – Jerry Norton, amerikai amerikaifuball-játékos († 2020)
- május 19. – Luciano De Genova, világ- és Európa-bajnoki ezüstérmes olasz súlyemelő, olimpikon († 2019)
- május 26. – Dennis Green, olimpiai bronzérmes ausztrál kajakozó († 2018)
- június 1. – Walter Horak, osztrák válogatott labdarúgócsatár († 2019)
- június 3. – Lindy Remigino, olimpiai bajnok amerikai futó († 2018)
- június 13. – Jean-Jacques Marcel, francia válogatott labdarúgó († 2014)
- június 19. – Hank Mason, amerikai baseballjátékos († 2020)
- június 23. – Karl Spooner, World Series bajnok amerikai baseballjátékos († 1984)
- június 24.
  - Cyril Bardsley, angol kerékpározó († 2020)
  - Bárány Árpád, olimpiai és világbajnok magyar vívó
  - Jean Guillou, francia tornász, olimpikon († 2018)
- június 28. – Junior Johnson, amerikai autóversenyző, NASCAR-pilóta († 2019)
- június 29. – Martin Miklós, olimpiai és Európa-bajnok magyar válogatott vízilabdázó († 2019)
- július 3. – Ed Roebuck, World Series bajnok amerikai baseballjátékos († 2018)
- július 6. – Rudolf Szanwald, osztrák válogatott labdarúgókapus († 2013)
- július 31. – Nick Bollettieri, amerikai tenisztréner, az International Tennis Hall of Fame (Teniszhírességek Csarnoka) tagja († 2022)
- augusztus 4. – Ger van Mourik, holland labdarúgó, hátvéd, edző († 2017)
- augusztus 9. – Chuck Essegian, World Series bajnok amerikai baseballjátékos
- augusztus 26. – Markovits Kálmán, olimpiai bajnok vízilabdázó († 2009)
- augusztus 27. – Németh Zoltán, röplabdázó, edző († 1988)
- augusztus 31. – Jean Béliveau, kanadai jégkorongozó († 2014)
- szeptember 21. – Dick Atha, pán amerikai bajnok amerikai válogatott kosárlabdázó († 2020)
- szeptember 24. – Mark Petrovics Midler, szovjet színekben olimpiai és világbajnok orosz tőrvívó, edző († 2012)
- szeptember 26. – Jimmy Shields, északír válogatott labdarúgó († 2020)
- szeptember 28. – Jean Faggion, francia sportlövő, olimpikon († 2020)
- október 1. – Hennie Hollink, holland labdarúgó, edző († 2018)
- október 4. – Henk Steevens, holland kerékpáros († 2020)
- október 6. – Aldo Aureggi, olimpiai ezüstérmes olasz vívó († 2020)
- október 7. – Hiraki Rjúzó, japán válogatott labdarúgó, olimpikon († 2009)
- október 8.
  - John O’Brien, ausztrál válogatott vízilabdázó, olimpikon, Water Polo Australia Hall of Fame-tag († 2020)
  - Pepper Rodgers, amerikai amerikaifutball-játékos és edző († 2020)
- október 13.
  - Heinz Fütterer, olimpiai bronzérmes, Európa-bajnok német atléta, rövidtávfutó († 2019)
  - Raymond Kopa, világbajnoki bronzérmes, aranylabdás francia válogatott labdarúgó († 2017)
- október 17. – Nyikolaj Andrejevics Kamenszkij, világbajnoki ezüstérmes szovjet-orosz síugró († 2017)
- október 25. – Jimmy McIlroy, északír válogatott labdarúgó, edző († 2018)
- november 6. – Peter Collins, brit Formula–1-es autóversenyző († 1958)
- november 16.
  - Tom Corcoran, amerikai alpesisíző, olimpikon († 2017)
  - José Casas Gris, Európa-bajnok spanyol válogatott labdarúgókapus († 2010)
- november 23. – Valdir Joaquim de Moraes, brazil válogatott labdarúgó, edző († 2020)
- december 10. – Peter Baker, angol labdarúgó, hátvéd († 2016)
- december 11. – Pierre Pilote, Stanley-kupa-győztes kanadai jégkorongozó, HHOF-tag († 2017)
- december 23. – Johnny Brooks, angol válogatott labdarúgó, csatár († 2016)
- december 26. – Roger Piantoni, francia válogatott labdarúgó († 2018)
- december 29. – Bruno Galliker, Európa-bajnoki bronzérmes svájci atléta, gátfutó, olimpikon († 2020)
- december 31. – Michel Bernard, francia atléta, közép- és hosszútávfutó olimpikon († 2019)

## Halálozások
| Halálozás      | Név               | Nemzetiség, sportág, eredmények                                                                                            | Születés |
| -------------- | ----------------- | --- | -------- |
| ?              | Jens Lorentzen    | olimpiai ezüstérmes dán tornász                                                                                            | 1882     |
| január 4.      | Roger Connor      | amerikai baseballjátékos, National Baseball Hall of Fame and Museum tag                                                    | 1857     |
| január 14.     | Hardy Richardson  | amerikai baseballjátékos                                                                                                   | 1855     |
| február 13.    | Joseph Dowler     | olimpiai ezüst brit kötélhúzó                                                                                              | 1879     |
| március 8.     | Willy Osterrieth  | világbajnok belga párbajtőrvívó                                                                                            | 1908     |
| április 19.    | Frank Fox         | amerikai autóversenyző | 1877     |
| május 6.       | Billy Garraty     | angol válogatott labdarúgó                                                                                                 | 1878     |
| május 15.      | Axel Andersen     | olimpiai bronzérmes dán tornász                                                                                            | 1891     |
| május 23.      | Bob Miller        | amerikai baseballjátékos                                                                                                   | 1868     |
| június 3.      | Rolf Johnsson     | olimpiai bajnok svéd tornász                                                                                               | 1889     |
| június 16.     | H. T. Summersgill | amerikai baseballjátékos és edző, amerikai futball edző                                                                    | 1876     |
| szeptember 11. | Joe Marshall      | amerikai baseballjátékos                                                                                                   | 1876     |
| szeptember 29. | Paula Kalmar-Wolf | osztrák sakkozónő | 1880     |
| október 2.     | George Bradley    | amerikai baseballjátékos                                                                                                   | 1852     |
| október 26.    | Charles Comiskey  | amerikai baseballjátékos, menedzser és World Series bajnok csapattulajdonos, National Baseball Hall of Fame and Museum tag | 1859     |
| október 30.    | Joe Hornung       | amerikai baseballjátékos                                                                                                   | 1857     |
| november 19.   | Eric Carruthers   | / kanadai-brit olimpiai bronzérmes jégkorongozó                                                                            | 1895     |
| november 27.   | Jack Burdock      | amerikai baseballjátékos                                                                                                   | 1852     |